# Ерв (река)
Ерв (фр. Erve) је река у Француској. Дуга је 72 km. Улива се у Сарт. 